# Сокироносиця струнка
Сокироносиця струнка (Securigera elegans), або в'язіль стрункий (як Coronilla elegans) — вид рослин з родини бобові (Fabaceae), поширений у Центральній і Південній Європі.

## Опис
Багаторічна рослина 30–70 см. Нижні листки з 3–6 парами листочків, кожен з яких 10–20 мм завширшки і 10–40 мм довжиною. Квітконіжки в 3 рази довші від чашечки. Стебла голі або розсіяно волосисті, округлі. Насіння еліптичне, злегка плоскувате, 4.2–4.6 × 1.4–1.6 мм; поверхня нерівно, тьмяно або незначно блискуча, від оливково-зеленої до зеленувато-коричневої. 2n=12.

## Поширення
Поширений у Європі — Албанія, Австрія, Болгарія, Словаччина, Греція, Угорщина, Румунія, Україна, колишня Югославія.
В Україні вид зростає у лісах і чагарниках — у Закарпатті, Карпатах, Лісостепу, рідко; охороняється.